# Meursac
Meursac – miejscowość i gmina we Francji, w regionie Nowa Akwitania, w departamencie Charente-Maritime.
Według danych na rok 1990 gminę zamieszkiwały 922 osoby, a gęstość zaludnienia wynosiła 35 osób/km² (wśród 1467 gmin regionu Poitou-Charentes Meursac plasuje się na 339. miejscu pod względem liczby ludności, natomiast pod względem powierzchni na miejscu 227.).